# 天使も夢みる
「天使も夢みる」（てんしもゆめみる）は、1973年2月にリリースされた桜田淳子のデビュー・シングルである。

## 解説
- 当時桜田が歌手デビューした頃のキャッチ・フレーズは、「そよ風の天使」（ほか「さわやか淳ちゃん」など）と称された。
- 片平なぎさが、桜田自身も歌手デビューのきっかけとなったオーディション番組『スター誕生!』（NTV系）のテレビ予選と決戦大会で歌唱している。

## 収録曲
- 全曲作詞：阿久悠／作曲：中村泰士／編曲：高田弘

1. 天使も夢みる (2分23秒)
2. 足長おじさん (3分16秒)